# John Paulson (ondernemer)
John Paulson (New York, 14 december 1955) is een Amerikaanse hedgefonds-manager en voorzitter van Paulson & Co in New York. Hij voorzag eind 2006 dat er een kredietcrisis aanstaande was, nam maatregelen en verdiende zo in 2007 3,7 miljard dollar. Alpha Magazine noemde het de meest succesvolle hedgefondshandel in de geschiedenis. In november 2008 moesten Paulson en enkele andere hedgefund-managers voor het Amerikaanse Congres verschijnen om vragen te beantwoorden over hun rol in de kredietcrisis.
Paulson studeerde aan het College of Business and Public Administration (Universiteit van New York) en Harvard. Hij werkte vier jaar bij Bear Stearns, de bank die ironisch genoeg door de kredietcrisis in 2007 miljarden verloor en zo in de problemen kwam.
Paulson stond in september 2007 op nr. 165 in de Forbes top 400 van rijkste Amerikanen. Paulson stond begin 2009 op plek 76 op Forbes' lijst van de rijkste mensen ter wereld. Forbes schatte zijn vermogen toen op 6 miljard dollar.